# 2007-es argentin rali
A 2007-es argentin rali (hivatalosan: 27º Rally Argentina) a 2007-es rali-világbajnokság hatodik állomása volt, május 3. és 6. között került lebonyolításra. A versenyt a francia Sébastien Loeb nyerte, két finn, Marcus Grönholm és Mikko Hirvonen előtt.

## Beszámoló
Első nap
Második nap
Harmadik nap

## Végeredmény
|          | Versenyző          | Navigátor       | Autó                    | Idő       | Különbség | Pont |
| -------- | ------------------ | --------------- | ----------------------- | --------- | --------- | ---- |
| 1.       | Sébastien Loeb     | Daniel Elena    | Citroën C4 WRC          | 2:52:03.8 | 0.0       | 10   |
| 2.       | Marcus Grönholm    | Timo Rautiainen | Ford Focus RS WRC 06    | 2:52:40.5 | 36.7      | 8    |
| 3.       | Mikko Hirvonen     | Jarmo Lehtinen  | Ford Focus RS WRC 06    | 2:54:19.0 | 2:15.2    | 6    |
| 4.       | Jari-Matti Latvala | Miikka Anttila  | Ford Focus RS WRC 06    | 2:55:46.8 | 3:43.0    | 5    |
| 5.       | Henning Solberg    | Cato Menkerud   | Ford Focus RS WRC 06    | 2:56:13.9 | 4:10.1    | 4    |
| 6.       | Daniel Sordo       | Marc Marti      | Citroën C4 WRC          | 2:56:27.4 | 4:23.6    | 3    |
| 7.       | Chris Atkinson     | Stephane Prevot | Subaru Impreza WRC      | 2:56:47.2 | 4:43.4    | 2    |
| 8.       | Manfred Stohl      | Ilka Minor      | Citroën Xsara WRC       | 2:57:24.0 | 5:20.2    | 1    |
| PCWRC    |                    |                 |                         |           |           |      |
| 1. (9.)  | Federico Villagra  | Diego Curletto  | Mitsubishi Lancer Evo 9 | 3:08:53.7 | 0.0       | 10   |
| 2. (10.) | Arai Tosihiro      | Tony Sircombe   | Subaru Impreza WRX STI  | 3:09:03.0 | 9.3       | 8    |
| 3. (11.) | Juho Hänninen      | Mikko Markkula  | Mitsubishi Lancer Evo 9 | 3:09:21.9 | 28.2      | 6    |
| 4. (13.) | Gabriel Pozzo      | Mario Stillo    | Mitsubishi Lancer Evo 9 | 3:12:15.7 | 3:22.0    | 5    |
| 5. (14.) | Marcos Ligato      | Flavio Zanella  | Mitsubishi Lancer Evo 9 | 3:13:32.9 | 4:39.2    | 4    |
| 6. (16.) | Niall McShea       | Gordon Noble    | Subaru Impreza WRX STI  | 3:14:23.6 | 5:29.9    | 3    |
| 7. (17.) | Andreas Aigner     | Klaus Wicha     | Mitsubishi Lancer Evo 9 | 3:15:02.6 | 6:08.9    | 2    |
| 8. (18.) | Martin Rauam       | Kristo Kraag    | Mitsubishi Lancer Evo 9 | 3:16:59.5 | 8:05.8    | 1    |